# Skive Stadion
Skive Stadion (sponsornavn: Hancock Arena) er et dansk fodboldstadion, der er beliggende i Skive. Der er 523 overdækkede siddepladserpå tribunen. 
Stadionrekorden blev sat i 1955 med 10.000 tilskuere i forbindelse med et lokalopgør mellem Skive IK og Viborg FF.

## Renoveringer samt faciliteter
De forestående renoveringer og installationer har været som følgende: 
- 1999 - Kunststofbelægning
- 2009 - Renoveret belægning
- 2003 & 2010 - Bygninger
- 2017 - Banevarme[2]
- 2020 - Lysanlæg[3]

Skive Stadion har udover fodboldbanen også faciliteter til atletik og idræt, blandt andet seks rundbaner, otte ligeløbsbaner, elektronisk tidtagning, længdespring, trespring samt stangspring m.m.
56°34′06″N 9°02′16″Ø / 56.5682°N 9.0378°Ø